# Led Zeppelin United Kingdom Tour Spring 1971
Led Zeppelin United Kingdom Tour Spring 1971 – czwarta brytyjska trasa koncertowa Led Zeppelin z 1971 r. Trwała od 5 marca do 1 kwietnia i objęła Irlandię Północną, Irlandię i Anglię.

## Program koncertów
1. „Immigrant Song” (Page, Plant)
2. „Heartbreaker” (Bonham, Page, Jones, Plant)
3. „Since I’ve Been Loving You” (Page, Plant, Jones)
4. „Out on the Tiles” (intro) (Page, Plant, Bonham)/„Black Dog” (Page, Plant, Jones)
5. „Dazed and Confused” (Page)
6. „Stairway To Heaven” (Page, Plant)
7. „Going To California” (Page, Plant)
8. „That’s the Way” (Page, Plant)
9. „What Is and What Should Never Be” (Page, Plant)
10. „Moby Dick” (Bonham)
11. „Whole Lotta Love” (Bonham, Dixon, Page, Plant, Jones)

Bisy (zmieniały się na koncertach):
1. Organ Solo/„Thank You” (Page, Plant)
2. „Communication Breakdown” (Bonham, Jones, Page)
3. „Rock and Roll” (Page, Jones, Plant, Bonham)

Na pierwszym koncercie trasy przed wyżej wymienionymi bisami zespół na bis zagrał utwór „Bring It On Home”.

## Lista koncertów
1. 5 marca 1971 – Belfast, Irlandia Północna – Ulster Hall
2. 6 marca 1971 – Dublin, Irlandia – National Stadium
3. 9 marca 1971 – Leeds, Anglia – Leeds University
4. 10 marca 1971 – Canterbury, Anglia – University of Kent
5. 13 marca 1971 – Bath, Anglia – Bath Pavillion
6. 14 marca 1971 – Hanley, Anglia – Hanley Place
7. 16 marca 1971 – Liverpool, Anglia – Liverpool University (odwołany)
8. 18 marca 1971 – Newcastle upon Tyne, Anglia – Mayfair Ballroom
9. 19 marca 1971 – Manchester, Anglia – Manchester University
10. 20 marca 1971 – Birmingham, Anglia – Stepmothers Club
11. 21 marca 1971 – Nottingham, Anglia – Boat Club
12. 23 marca 1971 – Londyn, Anglia – The Marquee
13. 1 kwietnia 1971 – Londyn, Anglia – Paris Theatre (transmitowany przez BBC)